# Государственная комиссия по проблеме крымских татар
Государственная комиссия по рассмотрению вопросов, которые ставятся в обращениях граждан СССР из числа крымских татар (крымскотат. Qırımtatarlar arasından SSSR vatandaşlarından kelgen muracaatlarda köterilgen meselelerni baqmaq içün devlet komissiyası, укр. Державна комісія з розгляду питань, порушених у зверненнях громадян СРСР із числа кримських татар) — государственная комиссия, созданная для расследования прав крымских татар на возвращение на родину, откуда они были депортированы в 1944 году. Орган создан в июле 1987 года под руководством Андрея Громыко, в июне 1988 года было вынесено, согласно которому основные требования крымскотатарских правозащитников, от права на возвращение до восстановления Крымской АССР, были отвергнуты.

## Предыстория
Несмотря на развенчание в 1957 году культа личности Сталина на XX съезде КПСС и реабилитацию депортированных народов, крымские татары (наряду с турками-месхетинцами), выселенные в мае 1944 года, долгое время не имели возможности вернуться на родину. Часто при попытке переехать в Крым им отказывали в выдаче необходимой прописки, в то время как представители других народов не имели таких препятствий для получения вида на жительство в Крыму, более того, их переезд местными властями поощрялся. В период Перестройки крымские татары снова начали выдвигать требования к ЦК КПСС с целью возвращения на родину. Была надежда, что с ослаблением цензуры средства массовой информации СССР будут готовы выслушать их и добавить их точку зрения к освещению национального вопроса.

## Формирование и период комиссии
20 июня 1987 года в Москву прибыла первая делегация крымских татар. Они принимали участие в интервью разных газет, радиостанций и телевизионных каналов, а также посещали различные писательские объединения и рассказывали о своей нелегкой судьбе. Хотя этим кругам было предложено опубликовать их коллективные подписанные письма и петиции, их просьбы были отклонены.
26 июня того же года крымские татары встретились с политиком Петром Демичевым, заявившим о том, что проинформирует Горбачева по этому вопросу. В июле десятки крымских татар начали пикетировать Красную площадь с плакатами, требуя своего права на возвращение. Масштабы протестов стремительно росли: 23 июля на пикет перед зданием ЦК КПСС собралось около 100 протестующих, а через два дня их число достигло 500 человек.
9 июля 1987 года правительство наконец согласилось сформировать комиссию для решения судьбы крымскотатарского народа. Накануне небольшая делегация крымских татар встретилась с писателем Евгением Евтушенко, который настоятельно просил советских лидеров встретиться с ними или хотя бы выслушать их. Вопрос был вынесен на обсуждение Политбюро, и Михаил Горбачев, не желавший принимать по этому поводу никаких твердых решений, решил передать его на рассмотрение комиссии. Впоследствии он предложил повернуть главу комиссии Андрею Громыко, который редко занимался бытовыми вопросами. Он был избран, несмотря на нежелание встречаться с крымскими татарами и желание полностью игнорировать их требования. Ему пришлось обсудить этот вопрос с другими советскими политиками. В состав руководства комиссии вошли различные высокопоставленные советские политики, интересующиеся этим вопросом, в том числе Эдуард Шеварднадзе, Виктор Чебриков, Виталий Воротников, Владимир Щербицкий, Инамжон Усманходжаев, Петр Демичев, Александр Яковлев, Анатолий Лукьянов и другие. Среди членов комиссии не было ни одного крымского татарина..
Местные власти Крымской области активно противодействовали реабилитации крымских татар, вводя ещё более строгие правила регистрации на полуострове. В это время в Узбекской ССР комиссия изучала настроения среди крымскотатарской диаспоры, проводя встречи с её представителями. Члены комиссии были обеспокоены тем, что крымские татары выражали стремление вернуться в Крым и восстановить Крымскую АССР, поддерживая идеи, которые советская власть расценивала как «автономистские».
Несмотря на предупреждение министра иностранных дел СССР Андрея Громыко о недопустимости протестных акций и иных форм общественного недовольства, Центральная инициативная группа (ЦИГ) под руководством Мустафы Джемилева продолжала свою деятельность в Москве, организуя митинги в Измайловском парке. Среди наиболее известных членов фракции Джемилева были Сабри Сеутова, Сафинар Джемилев, Решат Джемилев и Фуат Аблямитов. Представители данной фракции активно искали поддержку со стороны западных стран, что вызывало обеспокоенность среди ведущих крымскотатарских активистов. Последние выражали опасение в связи с ростом влияния ЦИГ и возможными последствиями его деятельности, так как осознавали, что любые радикальные действия молодых членов организации, значительная часть которых родилась в изгнании и не имела непосредственного опыта жизни в Крыму, могут привести к усилению репрессивных мер со стороны советских властей, включая дальнейшую отсрочку возвращения крымских татар на историческую родину.

## Отчёт Громыко
В 1988 году Андреем Громыко был сформирован отчёт комиссии. В нём говорилось, что крымские татары были незаконно депортированы в 1944 году по решению сталинского режима, что повлекло за собой тяжёлые последствия для всего народа. Однако было заявлено, что восстановление Крымской АССР «нецелесообразно» в виду изменившейся этнической ситуацией в регионе, демографическими сдвигами и возможной социальной напряжённостью. Также было сказано, что возвращение крымских татар будет происходить поэтапно, но без предоставления автономии. Акцент делался на необходимости интеграции крымских татар в местах нынешнего проживания, прежде всего в Узбекской ССР, где помимо них ещё одним неполностью реабилитированным народом были турки-месхетинцы, которые спустя год станут жертвами кровавой расправы в Ферганской области.
Комиссия рекомендовала улучшение жилищных условий, развитие национальной культуры, расширение образовательных и трудовых возможностей для крымских татар в местах расселения, но без пересмотра территориального статуса Крыма.
Также комиссия подвергала критике действия Центральной инициативной группы (ЦИГ) и других представителей крымскотатарского движения, которым вменялась «политизированность» и стремление к «автономизму», что воспринималось как угроза территориальной целостности СССР.
В заключении комиссии Громыка в июне 1988 года утверждалось, что восстановить Крымскую АССР невозможно из-за демографических особенностей Крыма, и предлагалось разрешить организованную вербовку незначительного процента крымских татар в Крым для работы в сельском хозяйстве, избегая массового возвращения крымских татар.

## Последствия
Реакция на выводы комиссии Громыко была в основном отрицательной, и даже наиболее лояльные к власти крымские татары выразили разочарование. Например, Роллан Кадиев, который за свои убеждения подвергался критике со стороны других активистов за критику протеста крымских татар на Красной площади, выразил обеспокоенность выводами комиссии. Он назвал мнение о невозможности восстановления Крымской АССР по демографическим причинам нецелесообразной, ссылаясь на Казахскую ССР, образованную тогда, когда казахи составляли лишь 13 % населения региона (во многом это было связано с голодом начала 30-х годов). Юрий Османов назвал комиссию противоречащей идеям социализма и заявил, что она направлена на реабилитацию сталинизма в период перестройки.

## Повторная реабилитация
В течение последующих четырех месяцев как члены комиссии, так и активисты крымскотатарского национального движения осуществляли активную и систематическую работу, направленную на решение вопросов, связанных с положением крымских татар. В этот период в обществе наблюдалось выраженное ожидание позитивных изменений, обусловленное первыми признаками смягчения ограничений, ранее наложенных на крымскотатарское население. Особое значение имел сдвиг в решении ключевого вопроса, касающегося возвращения крымских татар на их историческую родину, что стало возможным после многолетнего запрета на репатриацию.
Только 28 ноября 1989 года Верховным Советом СССР были приняты соответственно Декларация «О признании незаконными репрессивных актов против народов, подвергшихся насильственному переселению, и обеспечении их прав» и Постановление «по проблеме советских немцев и крымскотатарского народа». Декларация отмечала, что в условиях проводимой демократизации советского общества и переосмысления исторических событий усиливается стремление к установлению объективной истины о прошлом. В документе подчеркивалось, что массовые репрессии, включая аресты, лагерное заключение и принудительное переселение населения, затронули различные народы СССР. В частности, отмечалось, что в период Второй мировой войны репрессиям и депортации подверглись балкарцы, ингуши, калмыки, карачаевцы, крымские татары, немцы, турки-месхетинцы, чеченцы, а также корейцы, греки, курды и представители других этнических групп. Политика насильственного переселения, согласно декларации, оказала значительное влияние на их социально-экономическое положение и демографическое развитие.
В мае 1990 года была принята концепция госпрограммы возвращения крымских татар в Крым, в которой впервые официально признавалось их право на возвращение. Решением Крымского облисполкома №261 от 2 октября 1990 года был создан Комитет по делам депортированных народов, на который возлагались функции приема, размещения, трудоустройства депортированных, решения их культурно-экономических и социальных проблем.